# Gatyk
Gatyk é um tipo de iogurte caseiro dos Turcomenos e pode ser tomado como uma bebida, ou ser usado em sopas (por exemplo a sopa de iogurte com arroz), ou ainda servir para temperar pratos de massas, ou pasteis de massa cozida, como os manti. 
O gatyk pode ser feito com iogurte normal ou com kefir, dando resultados comparáveis ao produto que originou a fermentação. A preparação começa levando leite à fervura, mas sem o deixar ferver completamente; tira-se do fogo, deixa-se arrefecer e quando estiver morno, junta-se com a “semente”, na proporção de um litro de leite para quatro colheres de iogurte, mexendo com uma colher e deixa-se fermentar num sítio quente durante várias horas. Depois desse período, coloca-se na geleira, uma vez que deve ser servido frio.